# Poplave u Hrvatskoj u veljači 2014.
U veljači 2014. područje Karlovačke, Zagrebačke i Sisačko-moslavačke županije pogodile su velike poplave, kakve se ne pamte već dugo vremena. Kombinacija visokih vodostaja, velikih padalina i natopljenog tla dopridonijeli su razmjerima katastrofe. Poplavom su najteže pogođena naselja uz rijeku Kupu, okolica Siska i Petrinje, te Turopolje i gornja Posavina.

## Meteorološki uvjeti prije poplave
Tokom zadnjeg vikenda u siječnju 2014. sjeverozapadna Hrvatska i Gorski kotar doživjeli su obilne snježne padaline. Do 24. siječnja 2014. postaje u Gorskom kotaru mjerile su oko 35 cm snijega, a u nizimski predjelima je palo oko 25 cm snijega. Hladno vrijeme koje je uslijedilo u sljedećih tjedan dana nije dovelo do znatnijeg topljenja snježnog pokrivača. Takvi vremenski uvjeti ostali su sve do početka veljače kada je Gorski kotar pogodila intenzivna ledena kiša koja je padala na visinima od 600 do 800 m. Iznad tih visina padao je snijeg, a ispod kiša. Nakupljanje leda na dalekovodima, kontaktnoj mreži željeznica i granama stabala dovele su do teških materijalnih šteta. Na nekoliko dana je bio obustavljen promet željezničkom prugom Josipdol - Rijeka zbog oštećenja nastalih ledenom kišom. Obilne padaline s početka veljače i zatopljenje koje je uslijedilo dovele su do topljenja snijega, porasta razina rijeka i povećanja natopljenosti tla. Nova ciklona koja je nad naše krajeve došla 9. velječa donijela je obilne oborine. Intenzivna kiša padala je na području Gorskog kotara, a u višim prijedjelima kiša je prešla u snijeg. Tokom tog dana u predjelima oko izvorišta Kupe palo je i 30 litara kiša na kvadratni metar. Karlovačko, Sisačko i Zagrebačko područje dobili su od 5 do 10 litara kiše po kvadratnom metru. Obilne padaline u Gorskom kotaru i topljenje snijega doveli su do još većeg rasta razine Kupe, a slični vremenski uvjeti u Alpama dopridonijeli su rastu razine rijeke Save. Visoka razine Save napunila je oteretni kanal Sava-Odra koji višak vode odvodi u retenciju Odransko polje.

## Poplava

### Velikogoričko područje
Nove rekordne oborine pale su 11. veljače na područje sjeverozapadne Hrvatske. Neka mjesta u zagrebačkom području primila su i preko 80 litara kiše po kvadratnom metru. Obilne padaline uzrokovale su izlijevanje lokalnih vodotoka i kanala, koji zbog zapuštenosti nisu mogli primiti ovako velike količine vode, a voda je poplavila i mnoge podrume. Na Velikogoričkom području izlili su lokalni vodotoci koji su do 12. veljače poplavili mjesta Petrovina, Mraclin, Rakitovec, Ribnicu, a naglo je počela rasti razina vode u rijeci Odri kraj Čičke Poljane. Istovremeno, u noći s 12. na 13. veljače došao je vodeni val Savom iz Slovenije, što je dodatno opteretilo kanal Sava-Odra i retenciju Odransko polje. Voda se do kraja 13. veljače povukla iz naseljenih mjesta.

### Karlovačko područje
Prethodne padaline i visoke temperature za ovaj dio godine podigle su razinu Kupe na rekordne razine. Posebno je bilo ugroženo Karlovačko područje i tok Kupe nizvodno, prema Sisku. U noći s 12. na 13. veljaču Kupa je dosegnula vodostaj kakav nije zabilježen već 40 godina, od +827 cm, a Korana je bila na +821 cm. Visoke vode, namočeni nasipi i nedovršeni sustav obrane od poplave uzrokovali su plavljenje naselja Brodarci, Hrnetić, Drežnik, Mekušje, Logorište, Gradac, Koritinja i Šišljavić na karlovačkom području. Velike količine vode na pojedinim lokalnim prometnicama dovele su do njihova zatvaranja.
Rijeka Radonje poplavila je oko 150 kuća u Vojniću i dijelove okolnih sela Živkovića Kosa i Okić. Rijeka Glina izlila se u Topuskom, zbog plavljenja državna cesta Glina - Gvozd bila je zatvorena za sav promet.
Do 14. veljače opao je vodostaj rijeka na karlovačkom području i neposredna opasnost od novih poplava je prestala. Župan Karlovačke županije, Ivan Vučić, proglasio jer tog dana elementarnu nepogodu za područje grada Karlovca i Vojnića zbog poplava u periodu od 12. veljače na dalje. Do 22. siječnja prijevaljena je šteta u iznosu od 29 milijuna kuna.

### Pokupska dolina
Rekordni vodeni val rijeke Kupe poplavio je mnoga sela u Pokupskoj dolini. Vodeni val je najteže pogodio Gladovec Pokupski i zaselak Kauriće. Zbog poplavljene ceste stanovnici sela Auguštanovec i Lijevi Degoj bili su odsječeni od svijeta.

### Sisačko područje
Vodeni val je najteže pogodio mjesta Stari Brod, Letovanić i Žažinu, a visok vodostaji lokalnih kanala i rječica poplavili su dijelove naselja Dužica i Lekenik. Voda je do 12. veljače poplavila desetke obiteljski kuća, a počela je rasti opasnost zaobalnih voda. Naime, zbog visokih vodostaja rijeka lokalni vodotoci ne mogu utjecati u njih već se voda vraća prema izvorištu. Ribnjak kraj Letovanića prijeto je izljevanjem, ali provodobnom intervencijom je spriječena katastrofa. Voda je poplavila oko 80% Letovanića. U jednom periodu razmatrala se i evakuacija stanovništa, ali se na kraju od toga odustalo kako bi se izbjegla panika stanovništva. Poplave vode zagadile su bunare što je dodatno otežalo situaciju stanovništvu poplavljenih naselja.
Zaobalne vode najviše su zaprijetile Sisačkim predgrađima Žabno, Staro Pračno, Odra Sisačka i Selima. U pomoć poplavljenim područjima poslano je više stotina pripadnika Hrvatske vojske. Samo 14. veljače 800 poziva je upućeno službama na broju 112. Državna cesta Sisak - Popovača na nekim mjestima je potopljena te je stoga zatvorena za promet. Dio vode puštan je u retenciju Lonjsko polje, a poplavljene su i oranice u Posavini kako bi se smanjio pritisak vodenih valova na poplavljena područja. Na sisačkom području podijeljeno je 700 000 vreća i oko 10 000 kubnih metara pijeska za izgradnju zečjih nasipa.
U Petrinji se izlila rijeka Petrinjčica i pritom ugrozila između 500 i 700 objekata u samoj Petrinji, te prigradskim naseljima Mošćenica i Nova Drenčina. Voda je prišla na samo 100 metara od središta Petrinje. Selo Mala Gorica do 18. veljače je gotovo u cijelosti poplavljeno.
Spajanje vodenih valova Kupe i Save ugrozila je naselja nizvodno od Siska. Situacija je 24. veljače najkritičnija bila u selu Trebež.

### Čička Poljana i Posavina
Visok vodostaj Kupe i nedovršeni kanal Sava-Odra omogućili su rast razine zaobalnih voda na području Čičke Poljane. Rijeka Odra porasla je s uobičajene razine vode od +65 cm na preko +346 cm. Do 21. veljače više od polovice Čičke Poljane bilo je poplavljeno. Do potopljenih dijelova sela može se doći samo čamcima, a voda je na pojedim mjestima duboka i 70 cm. Dodatna kiša koja je padala samo dodatno otežava situaciju.
Zaobalne vode zaprijetile su selima Orle, Veleševec, Ruča, Suša i Martinske Vesi. Manji broj kuća poplavljen je u tim mjestima, ali situacija do 22. veljače nije bila toliko kritična kao u Čičkoj Poljani. Situacija se dodatno pogorašala tokom vikenda 22. i 23. veljače kada je vodostaj Odre dosegnuo +356 cm, što je oko 30 cm više od zadnje poplave u travnju 2013. i oko 50 cm manje od katastrofalne poplave iz 2010. Vremenske prilike su se konačno popravile 24. veljače i počeo je opadati vodostaj Save kod Crnca, što je dovelo do prestanka rasta razine vode u Čičkoj Poljani i njene stagnacije.
Između sela Drnek i Veleševec došlo je do procjeđivanja nasipa na nekoliko mjesta i ta kritična mjesta su sanirana folijama i zečjim nasipima. Cesta u selima Ruča i Suša zbog poplavljenosti je zatvorena za promet i sav promet je preusmjeren na servisnu cestu uz savski nasip.
Do 3. ožujka 2014. vodostaj Odre je pao za 50 cm i veliki dio vode se povukao. Objekti u Čičkoj Poljani nisu više bili poplavljeni, ali voda je ostala ležati na dvorištima, poljima a još uvijek je blokirala i prometnicu prema Kučama. Proglašena je elementarna nepodoga za sela Čičku Poljanu, Buševec, Ogulinec, Mraclin, Rakitovec, Turopolje, Kuče, Jagodno, Ribnicu i Petrovinu.

### Zagrebačka županija
Velike oborine preopteretile su lokalne vodotoke na Vrbovečkom području. Voda je naglo poplavila naselja Luka, Brčevec i Lonjicu. U jednom trenutku voda je zaprijetila trafostanici čije bi poplavljivanje ostavilo građane Vrbovca bez električne energije.
Nabujala Lonja poplavila je i neke niže ulice u Ivanić-Gradu.
Župan Stjepan Kožić proglasio je 17. veljače elementarnu nepogodu za dijelove grada Velike Gorice, Vrbovca, općine Rugvica i Pokupsko.
Nabujali potok Vrapče 11. veljače izlio se u donjem dijelu toka, malo prije ušća u Savu. Nabujala voda zaprijetila je zgradama okolnih naselja i potopila dio rekretivnog centra Jarun.

## Klizišta
Kiše su uzrokovale pojavu mnogih klizišta koja su zaprijetila stambenim objektima i prometnicama. Najteža situacija je u Zagrebu, u podsljemenskoj zoni i Vukomeričkim Goricama, posebice na području općine Kravarsko gdje se aktiviralo klizište na groblju.